# Stanislaus von Dunin-Borkowski
Zbigniew Stanislaus Martin Graf Dunin-Borkowski SJ (* 11. Mai 1864 in Winniczki bei Lemberg; † 1. Mai 1934 in München) war ein österreichischer Pädagoge, Kirchen-, Religions- und Philosophiehistoriker, der vor allem für seine grundlegenden Arbeiten zu Benedictus de Spinoza bekannt ist.

## Leben und Werk
Dunin-Borkowskis Familie war ein österreichisches Grafengeschlecht ursprünglich polnischer Herkunft. Er besuchte die Schule in Kremsmünster und dann das Theresianum in Wien, dann ab 1880 das Jesuitenkolleg Stella Matutina in Feldkirch. 1883 trat er in dem niederländischen Jesuiten-Noviziat Exaten nahe bei Roermond in die Gesellschaft Jesu ein. Nach Absolvieren des Philosophicums 1889 (bei welchem er im ersten Anlauf gescheitert sein soll) studierte er bis 1893 Theologie in Ditton-Hall, Shropshire (England) und Valkenburg und wurde 1896 zum Priester geweiht. Das Tertiat verbrachte er im niederländischen Wynandsrade. Ab 1900 forschte er zu kirchengeschichtlichen Fragen, namentlich der Entstehung des Bischofsamtes in Luxemburg.
Von 1903 bis 1910 war Dunin-Borkowski Religionslehrer in Feldkirch; in dieser Zeit entstand der erste Band seiner Biographie Spinozas. Von 1911 bis 1918 leitete er ein Gymnasiastentagesheim in Bonn, war dort seit 1912 Mitglied im Akademisch-Wissenschaftlichen Verein Renaissance. 1918 zog er nach München, um dort das Spinozabuch von 1910 um weitere drei Bände zu einer umfangreichen, um den Philosophen zentrierten Epochendarstellung des 17. Jahrhunderts auszubauen, die auf 2.500 Seiten alle – insbesondere auch die libertinen und subversiven – Aspekte des intellektuellen Lebens der Niederlande und des "gelehrten Europas" erfasste. Parallel dazu veröffentlichte er auch pädagogische Abhandlungen und publizierte in vornehmlich jesuitischen Zeitschriften wie den Stimmen aus Maria Laach.
Seit 1920 wirkte er als Spiritual des Theologenkonvikts in Breslau. Dort lernte Josef Pieper ihn kennen, der in seiner Autobiographie schreibt, Dunin-Borkowski sei „einer der ganz wenigen mir bekannt gewordenen Menschen, denen ich ohne Zögern das Attribut ‚Weisheit‘ zuerkennen würde“. Zu dieser Zeit weitete er seine Forschungstätigkeit aus und beschäftigte sich zusätzlich auch mit der Vorgeschichte radikaler reformatorischer Bewegungen (Unitarismus, Anabaptismus, Sozinianismus), über die er drei grundlegende und stark beachtete (wenngleich später zum Teil widerlegte) Abhandlungen schrieb. Nach der Bitte um Abberufung zog Dunin-Borkowski 1933 zuerst nach Koblenz und dann nach München, wo er am 1. Mai 1934 an einem Herzinfarkt starb.
Dunin-Borkowskis Spinoza-Monographie ist das Ergebnis einer jahrzehntelangen Arbeit und gilt als eines der Standardwerke, das vor allem wegen der Vielzahl der für die Situierung von Spinozas Philosophie herangezogenen Kontexte – vor allem der jüdischen und arabischen Philosophie, der Spätscholastik, des intellektuellen Libertinismus, der spanischen Philosophie, der Literatur der Marranen – bislang nicht überboten worden ist. Das Buch enthält Exkurse zu vielen Wissenschaften und Strömungen des 17. Jahrhunderts, so dass es auch in mancher anderen Disziplin als grundlegende Darstellung gilt.

## Schriften
- Die neueren Forschungen über die Anfänge des Episkopats. Herder, Freiburg, 1900. (= Stimmen aus Maria-Laach; Ergänzungshefte; 77.)
- Zur Textgeschichte und Textkritik der ältesten Lebensbeschreibung Benedict de Spinozas. In: Archiv für Geschichte der Philosophie NF 19 (1904), S. 1 34.
- Der junge De Spinoza. Leben und Werdegang im Lichte der Weltphilosophie. Aschendorff, Münster, 1910. 2. Aufl. 1933 (= Spinoza; 1.)
- Nachlese zur ältesten Geschichte des Spinozismus. In: Archiv für Geschichte der Philosophie 24, 1911, S. 61 98.
- Der erste Anhang zu De Spinozas kurzer Abhandlung. In: Chronicon Spinozanum 1 (1921), S. 63 90.
- Spinozas Korte Verhandeling von God, de Mensch en deszelfs Welstand. In: Chronicon Spinozanum 3 (1923), S. 108–141.
- Aus der Briefmappe eines berühmten Konvertiten des 17. Jahrhunderts. In: Stimmen der Zeit. Monatsschrift für das Geistesleben der Gegenwart 105 (1923), S. 132–147.
- Quellenstudien zur Vorgeschichte der Unitarier des 16. Jahrhunderts. In: 75 Jahre Stella Matutina. Festschrift. Band I. Selbstverlag, Feldkirch 1931, S. 91–138.
- Untersuchungen zum Schrifttum der Unitarier vor Faustus Socini. In: 75 Jahre Stella Matutina. Festschrift. Band II. Selbstverlag, Feldkirch, 1931, 103–137.
- Die Gruppierung der Antitrinitarier des 16. Jahrhunderts. In: Scholastik 7 (1932), S. 481–523.
- Die junge Kirche. Betrachtungen für Theologen aus der Apostelgeschichte. Franz Borgmeyer, Hildesheim, 1932.
- Spinoza nach dreihundert Jahren. Ferdinand Dümmlers Verlag, Berlin, 1932.
- Aus den Tagen Spinozas. T. 1: Das Entscheidungsjahr 1657. – T. 2: Das neue Leben. –T. 3: Das Lebenswerk. Aschendorff. Münster, 1933. (= Spinoza; 2,1–3.)
- Die Physik Spinozas. In: Septimana Spinozana. Acta conventus oecumenici in memoriam B. de Sp. Hagae Comitis 1933, S. 85–101.
- Spinoza nach dreihundert Jahren (Auszug:). In: Norbert Altwicker (Hrsg.): Texte zur Geschichte des Spinozismus. WBG, Darmstadt 1971, S. 59–74.

## Nachweise
1. ↑  Friedrich Feldhaus: Ceslaus Schneider. Ein schlesischer Thomasinterpret. In: Archiv für schlesische Kirchengeschichte Bd. XXII 1964; ergänzt durch Material aus dem Pfarrarchiv Floisdorf von Johannes Inden (online (Memento vom 2. August 2010 im Internet Archive)), Anm. der Redaktion.
2. ↑   Fritz Aldefeld (Hrsg.): Gesamt-Verzeichnis des R.K.D.B. Neuß 1931.
3. ↑  Josef Pieper: Noch wußte es niemand. Autobiographische Aufzeichnungen 1904–1945. München 1976, S. 73.
4. ↑  Rudolf Pfeiffer: History of Classical Scholarship from 1300 to 1850. Clarendon Press, Oxford, 1976, S. 128.

| Personendaten    | Personendaten                                                             |
| ---------------- | ------------------------------------------------------------------------- |
| NAME             | Dunin-Borkowski, Stanislaus von                                           |
| ALTERNATIVNAMEN  | Dunin-Borkowski, Zbigniew Stanislaus Martin Graf                          |
| KURZBESCHREIBUNG | österreichischer Pädagoge, Kirchen-, Religions- und Philosophiehistoriker |
| GEBURTSDATUM     | 11. Mai 1864                                                              |
| GEBURTSORT       | bei Lemberg                                                               |
| STERBEDATUM      | 1. Mai 1934                                                               |
| STERBEORT        | München                                                                   |